# Isla McClintock
La isla McClintock, también MacKlintok (en ruso: Остров Мак-Клинтока, romanizado: Ostrov Mak-Klintoka) es una isla en la Tierra de Francisco José. 
Esta isla tiene más o menos forma cuadrada y su máxima longitud es de 33 km. Su superficie es de 612 km² y está en gran medida cubierta de glaciares. Su punto más alto es 521 m.
La isla McClintock está ubicada muy cerca al oeste de la isla Hall, separada de ella por un estrecho paso, Proliv Negri. El punto más al norte de la isla es Mys Grili (cabo Grili). El punto más al suroeste es isla McClintock y el más sureste Mys Oppoltsera.
La isla McClintock recibió su nombre del explorador ártico irlandés Francis Leopold McClintock.

## Islas vecinas
- Isla Alger (Остров Алджер), queda más allá de la orilla septentrional de la isla McClintock, separada de ella por un estrecho paso de 3 km. La isla Alger era el lugar de invernada de la fallida expedición estadounidense Ziegler-Baldwin de 1901.
- Isla Brady (Остров Брейди), es una isla relativamente grande. En su mayor parte, cubierta de glaciares. Se encuentra más allá del extremo noroeste de la isla McClintock, separada de ella por el Proliv Abyerder de 6 km de ancho. El punto más alto en la isla Brady es 381 m. Esta isla recibió su nombre del gobernador de Alaska en 1897-1906 John Green Brady. Mys Vize, el cabo más norteño de la isla Brady, recibió su nombre del experto ruso ártico Vladimir Wiese.
- Justo junto a la orilla meridional de la isla McClintock, hay un grupo de islotes llamados islas Borisika.
- A 5 km de la costa meridional queda la isla Aagaard (Остров Огорд). Esta isla recibió su nombre en honor de Bjarne Aagaard, un experto noruego en la exploración y caza de ballenas en el Antártico.